# アラブ石油輸出国機構

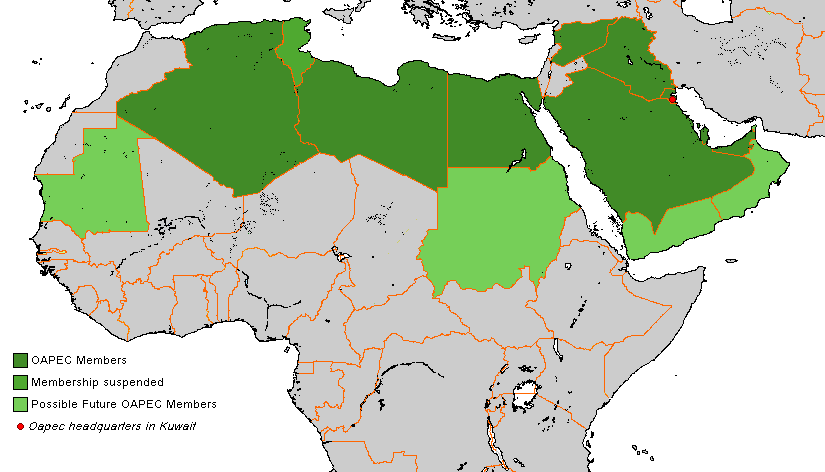

アラブ石油輸出国機構（アラブせきゆゆしゅつこくきこう、英語：Organization of the Arab Petroleum Exporting Countries, 略称：OAPEC（オアペック））は、アラブ世界の産油国が、石油事業促進を目的として結成した国際機構。本部はクウェートの首都・クウェートシティに置かれている。

## 加盟国
- サウジアラビア (1968)
- アルジェリア (1970)
- バーレーン (1970)
- エジプト (1973)
- アラブ首長国連邦 (1970)
- イラク (1972)
- クウェート (1968)
- リビア (1968)
- カタール (1970)
- シリア (1972)

全ての国が北アフリカ、地中海沿岸に集中しているのが特徴的。

### 加盟候補国
- モーリタニア
- オマーン
- スーダン
- イエメン

## 歴史
- 1968年1月：石油輸出国機構 (OPEC) とは別組織として、クウェート・リビア・サウジアラビアの3カ国で結成。
- 1970年：アラブ首長国連邦、バーレーン、カタール、アルジェリアが参加。
- 1972年：イラク、シリア、チュニジアが参加。
- 1973年：エジプトが参加。
- 1986年：チュニジアが脱退を申請。
- 1987年：チュニジアの加盟資格が停止。